# 元萇
元萇（458年—515年8月6日），字於巅，河南郡洛阳县（今河南省洛阳市东）人，追尊魏平文帝拓跋郁律六世孙，使持节、羽真、辅国将军、幽州刺史、松滋公拓跋平之子，北魏宗室、官员。

## 生平
元苌在皇兴二年（468年）被征召补任大姓内三郎，袭爵松滋侯，历任镇远将军。太和十二年（488年），北魏在平城创立司州，元苌出任建威将军、畿内高柳郡太守，很快升任辅国将军、代尹。太和十六年（492年），柔然侵犯北魏边境，元苌以本官出任假节、征虏将军、北征西道别将，讨伐柔然。太和十七年（493年），北魏迁都洛阳，派元苌出任持节、平北将军，留守后方，镇守代京，又任持节、平北将军、怀朔镇都大将。元苌性格刚毅，即使有喜庆的事，未曾开口而笑。临别时，魏孝文帝元宏另外赐酒给元苌，元苌虽然叩拜饮酒，但脸色不舒泰。魏孝文帝说：“听说您一生没笑过，如今才要相隔河山，应当给我笑一次。”元苌最终还是不笑。魏孝文帝说：“五行的气性，偏偏有的地方不入，天地六合之间，什么怪事没有！”魏孝文帝左右见到的人，无不握住手腕大笑。太和二十一年（497年），魏孝文帝南征，元苌跟随，率领北征高车，东征奚族的部队作为前锋部队。景明元年 (500年)，北魏营建洛阳皇宫的太极殿，元苌担任营构都将，很快出任持节、镇远将军、扶冥镇都大将，又到南方出任持节、辅国将军、都督南征梁城寿春之钟离，转任太中大夫兼太常卿、散骑常侍、使持节、抚慰北葙三州七镇新归附北魏的柔然部落，接受使命担任北巡大使，再任使持节、都督恒州诸军事、征虏将军、恒州刺史、北中郎将、兼任河内郡太守。元苌以河桥一带船险路窄，不便于行人往来，秋季河水泛滥，每年经常损坏，于是修建船路，广泛招募从京城洛阳出发的空车，使之各自输送两块石头，堆积成河岸。这样桥梁宽阔，来往方便，靠近桥梁的各郡也不再受到劳累烦扰，公家和私人都依赖它。永平年间，元苌出任河南尹、河南邑中正、侍中、度支尚书、鲜卑四大中正，与尚书于忠、尚书元匡、侍中穆绍一起分定鲜卑姓族。元苌又外任使持节、散骑常侍、都督关西诸军事、安西将军、雍州刺史。延昌四年岁在乙禾秋七月壬寅朔十有一日壬子（515年8月6日），元苌去世，虚岁五十八，朝廷赠予使持节、侍中、镇北大将军、定州刺史。朝廷议论元苌安民立政，赠予谥号成公。熙平二年岁次丁酉二月壬辰朔廿九日庚申（517年4月5日），元苌葬于于河内轵县岭山之白杨邬。元苌中年之后，官位稍微显要，就开始自高自大，家庭内没有礼节，兄弟之间不和睦，性格贪婪暴虐，评论者鄙视他。

## 墓志
元苌的墓志首题《魏故侍中镇北大将军定州刺史松滋成公元君墓志铭》，于2002年春或2003年年春在河南省济源市出土，先由私人保管，后转归河南博物院馆藏。

## 家庭

### 祖父母
- 拓跋乙斤，北魏使持节、散骑常侍、征南将军、肆州刺史、襄阳公[1]
- 薛氏[6]

### 父母
- 拓跋平，北魏使持节、羽真、辅国将军、幽州刺史、松滋公[1]
- 谷会氏[6]

### 兄弟
- 元珍，北魏车骑将军、尚书左仆射、晋阳男

### 夫人
- 房氏[6]

### 儿子
- 元子华，东魏南兖州刺史、松滋侯
- 元子思，东魏侍中、安定县子
- 元鉴之，北魏谏议大夫[6]